# والنتین یونا ژوبینسکایا
والنتین یونا ژوبینسکایا (انگلیسی: Valentine Yanovna Zhubinskaya; ۱۷ مهٔ ۱۹۲۶ – تاریخ ورودی نامعتبر است) آهنگساز اهل اوکراین بود.